# Constance Stewart-Richardson
Constance Stewart-Richardson (plus tard Matthew ; née Mackenzie ; 1882-1932) est une danseuse et auteure britannique .

## Biographie
Elle est fille de Francis Mackenzie (2e comte de Cromartie) (1852–1893) et sœur de Sibell Lilian Blunt-Mackenzie, 3e comtesse de Cromartie (1878–1962). Ses grands-parents paternels sont George Sutherland-Leveson-Gower (3e duc de Sutherland), et Anne Hay-Mackenzie, 1re comtesse de Cromartie.
En 1904, Constance épouse Sir Edward Austin Stewart-Richardson, 15e baronnet (1872-1914) et ils ont deux fils. Elle vit au château de Pitfour dans le Perthshire.
En 1910, sa danse semi-vêtue pour les «sièges shilling» des théâtres suscite le mécontentement d'Édouard VII, qui considère que c'est un comportement inapproprié pour une femme noble, et elle est exclue de la Cour - ce qui constitue une mort sociale .
En 1913, elle danse dans Judith à Vienne . La même année, elle publie Dancing, Beauty, and Games (1913). En septembre 1913, elle arrive à New York pour accompagner l'actrice française Polaire dans sa tournée américaine .
Son mari, officier du Black Watch, est tué en 1914 lors de la première bataille d'Ypres. Elle se remarie en 1921 à Londres avec Dennis Leckie Matthew, un ancien officier des gardes qui a passé plusieurs années au Chili avant 1914 à observer les activités allemandes en Amérique du Sud pour le gouvernement britannique. Il est messager du roi. Ils ont une fille, Anita, qui est élevée (lorsque les deux parents sont morts au début des années 1930) par sa demi-famille écossaise.

## Ouvrages
- Constance Stewart, Lady Richardson, Dancing, beauty, and games, London, Humphreys, 1913 (lire en ligne)